# Споменик „Четиристотине”
Споменик „Четиристотине” је спомен обележје подигнуто 1925. године у село Рамне у знак подсећања на убиство 400 регрута српске војске који су настрадали од стране бугарских побуњеника током Првог светског рата  у зиму 1915. године. Споменик су 1941. године срушили Бугари током окупације Македоније у Другом светском рату.

## Изградња
Недалеко од Биљаниних извора, на локалитету Студенчишта, тадашњи архиепископ охридски Николај Велимировић је 1925. године, по пројекту Момира Коруновића, подигао у част убијених војника споменик – костурницу.
Споменик је био у виду обелиска, изграђен од белог мермера из Плетвара. При врху споменика у овалном удубљењу био је утиснут рељеф двоглавог орла, на коме су биле само две речи „Четиристотине – 1915″, а на десној страни „Изгинулим 1915. у селу Рамне“. Обелиск у Рамни је други реализовани Коруновићев пројекат спомен-обележја. Имао је подножје и стабло.
Бугарске фашистичке снаге су 1941. године минирале и срушиле споменик приликом окупације града Охрида и Македоније.
Делегација Војног синдиката Србије, са Удружењем за заштиту и очување српских споменика у Македонији, са благословом тадашег архиепископа охридског и Митрополита скопског г. Јована, на остацима споменика „Четиристотине – 1915“, у склопу обележавања Видовдана и годишњице Брегалничке битке, 2022. године поставили су спомен плочу, како би се овај значајни меморијал српске војске отргнуо од заборава, а мученички палим српским регрутима одала почаст и спречило његово даље скрнављење.
Војни синдикат Србије, уједно је покренуо иницијативу за обнову споменика код Рамне и уз донацију Ивана Милосављевића, архитекте из Крагујевца, израдио Елаборат са пројектом новог споменика према изворном идејном решењу српског архитекте Момира Коруновића, уступљеног од његовог унука, у вези са чиме су током боравка у Македонији одржани састанци са архиепископом охридским г. Јованом и властима града Охрида, који су изразили жељу и вољу да помогну у обнови споменика.
Током посете тадашњој Охридској архиепископији СПЦ, председник Војног синдиката Србије, у знак захвалности за помоћ и подршку, одликовао је тадашњег архиепископа охридског и Митрополита скопског г. Јована, Златним крстом Војног синдиката Србије, за човекољубље и правдољубивост „Св. Јован Златоусти“.
Спомен плоча која је постављена 2022. године била је мета напда августа 2023. године. Црвеном фарбом је префарбана, а на њој је било исписано ВМРО.

## Историја
Након извршене тројне инвазије на Краљевину Србију у Првом светском рату, крајем 1915. године наступило је повлачење српске војске ка Краљевини Грчкој. Српски војници који су се повлачили преко Македоније ка Албанији били су регрути и питомаци ђачке чете, старости од 15 до 18 година.
Према Закону о устројству војске из 1901. године, била је могућа регрутација „последње одбране”, састављена од најмлађих генерација војних обвезника, старости од 17 до 20 година, као и оних најстаријих, од 45 до 50 година. Међутим Влада Краљевине Србије је донела одлуку да се позову и млађи од 17 година. Неколико дана касније, та је одлука промењена утолико што се више није односила на годиште из 1898. Али, како се један део већ јавио надлежним командама, договорено је да се, заједно с онима који су рођени 1897. године, упуте у Битољ. Најмлађе, праве дечаке, рођене 1899. и 1900. године, требало је евакуисати у позадину.
Код манастира Св. Наума, бугарски побуњеници су заробили 400 српских регрута и спровели их до оближњег села Рамне где су их убили. Само је један дечак успео да преживи злочин. Њега је спасио Македонац из суседног села Велестово. Био је лечен у село Вишњи, касније пребачен у Грчку и стигао у Солун.
Бугарски комита и револуционар Иван Киселинов из Охрида 1915. године учествује у комитској јединици Петра Чаулева која је деловала на простору Охрида. Након Првог светског рата, Иван Киселинов је ухапшен и затворен под оптужбом да је учествовао у масакру над српским младићима код села Рамне. Успео је да побегне из затвора у суседну Албанију где је живео и активно организвао рад ВМРО и њихово деловање на територији Краљевине Југославије.